# 妹背牛町カーリングホール
妹背牛町カーリングホール（もせうしちょうカーリングホール）は、北海道雨竜郡妹背牛町にあるカーリング専用屋内競技場。

## 概要
町民相互の信頼と友愛を図ることを目的に、1980年代に「妹背牛カーリング協会」が発足。2003年（平成15年）には、カーリングの専用施設「妹背牛町カーリングホール」が完成。小学生から高齢者まで多くの会員がおり、町の人気スポーツとして親しまれている。
カーリング専用シート4面は、世界カーリング連盟の定める国際基準（車いすカーリングも含む）を満たしており、国際大会を開催できる環境が整った。

## 施設
- アリーナ
- カーリング専用シート4面
- エントランスホール
- ギャラリー
- 選手控室
- 会議室
- 男女更衣室

夏場利用時設備
- ふわふわドーム
- ジョイフルクラブハウス他幼児用遊具
- 卓球台：4台
- ビリヤード台（レクリエーション用）：4台
- ユニカール：2シート
- ディスゲッター：2台

## 大会実績
- 日本カーリング選手権大会（2004年）
- 日本ジュニアカーリング選手権大会（2005年、2014年、2019年）
- 日本ミックスダブルスカーリング選手権大会（2016年）
- 日本シニアカーリング大会（2008年、2012年、2018年）
- 全日本大学カーリング選手権大会（2014年、2018年）

## アクセス
- JR函館本線妹背牛駅下車 徒歩6分